# 韓輿
韓 輿（かん よ、生没年不詳）は、韓子輿（かんし よ）ともいい、春秋時代の晋の大夫。
韓輿は韓簡（韓定伯）の子として生まれた。韓簡が死去すると、後を嗣いで韓氏の宗主となった。